# Острога

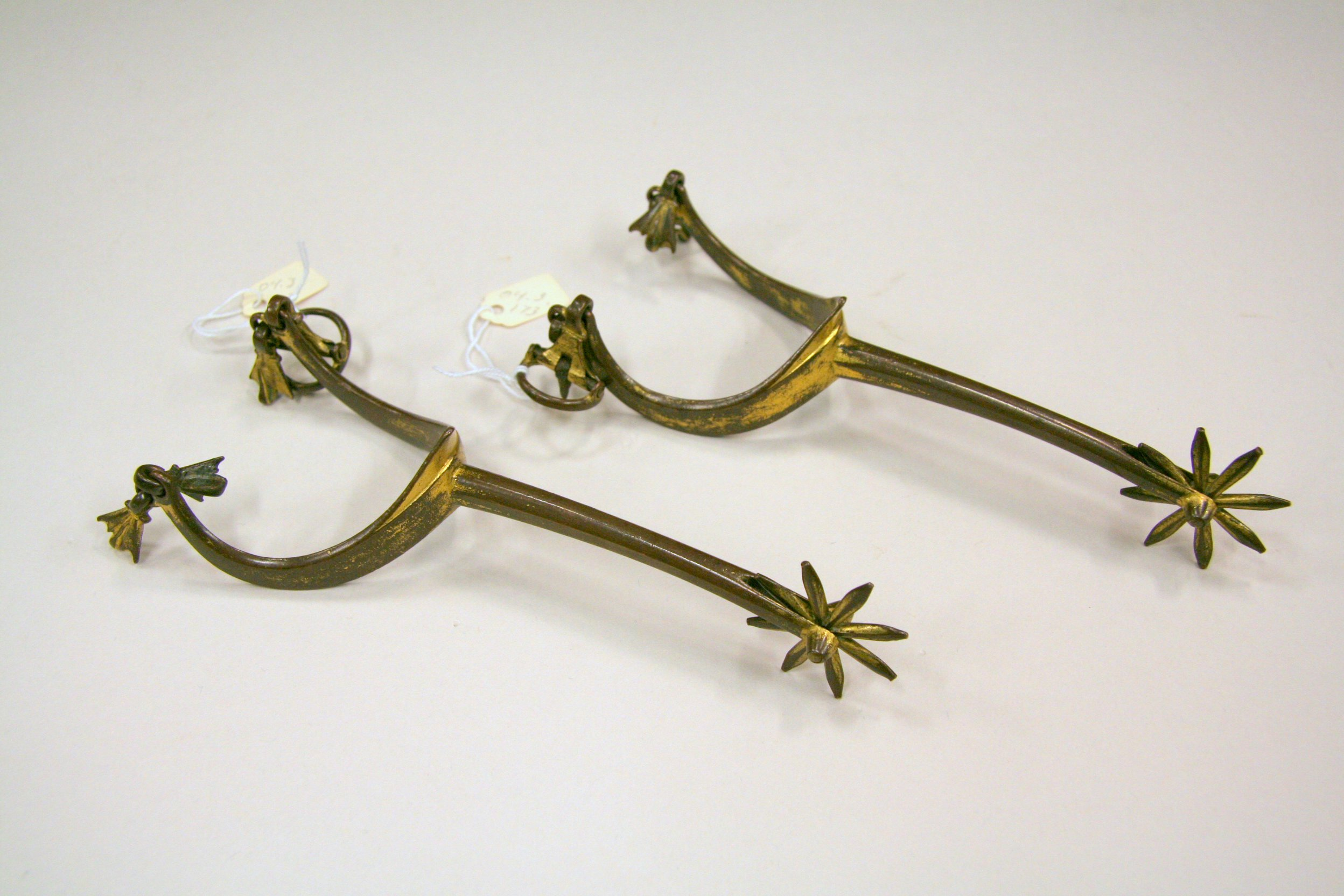
Пара острог.

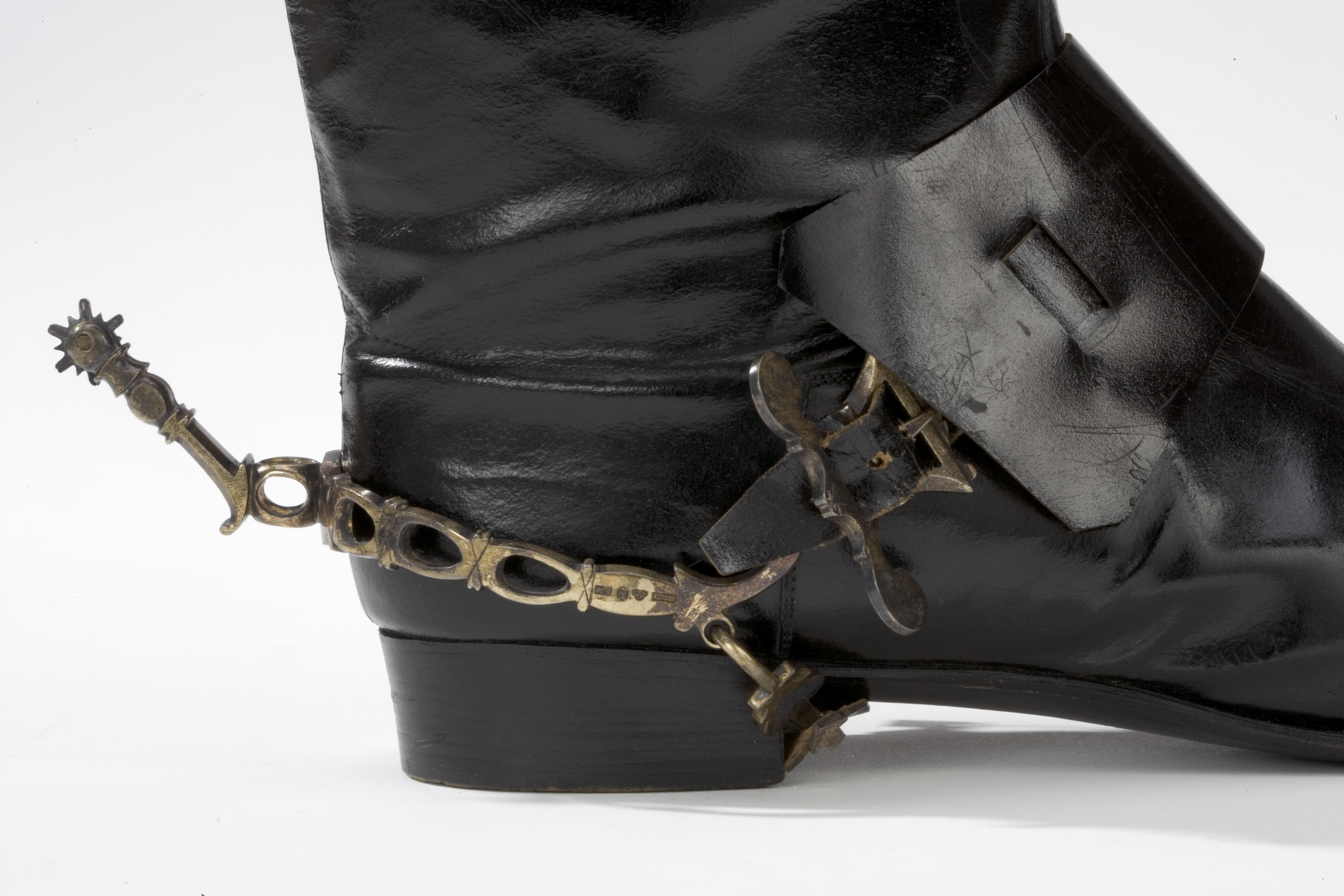
Острога з зірковим коліщам.

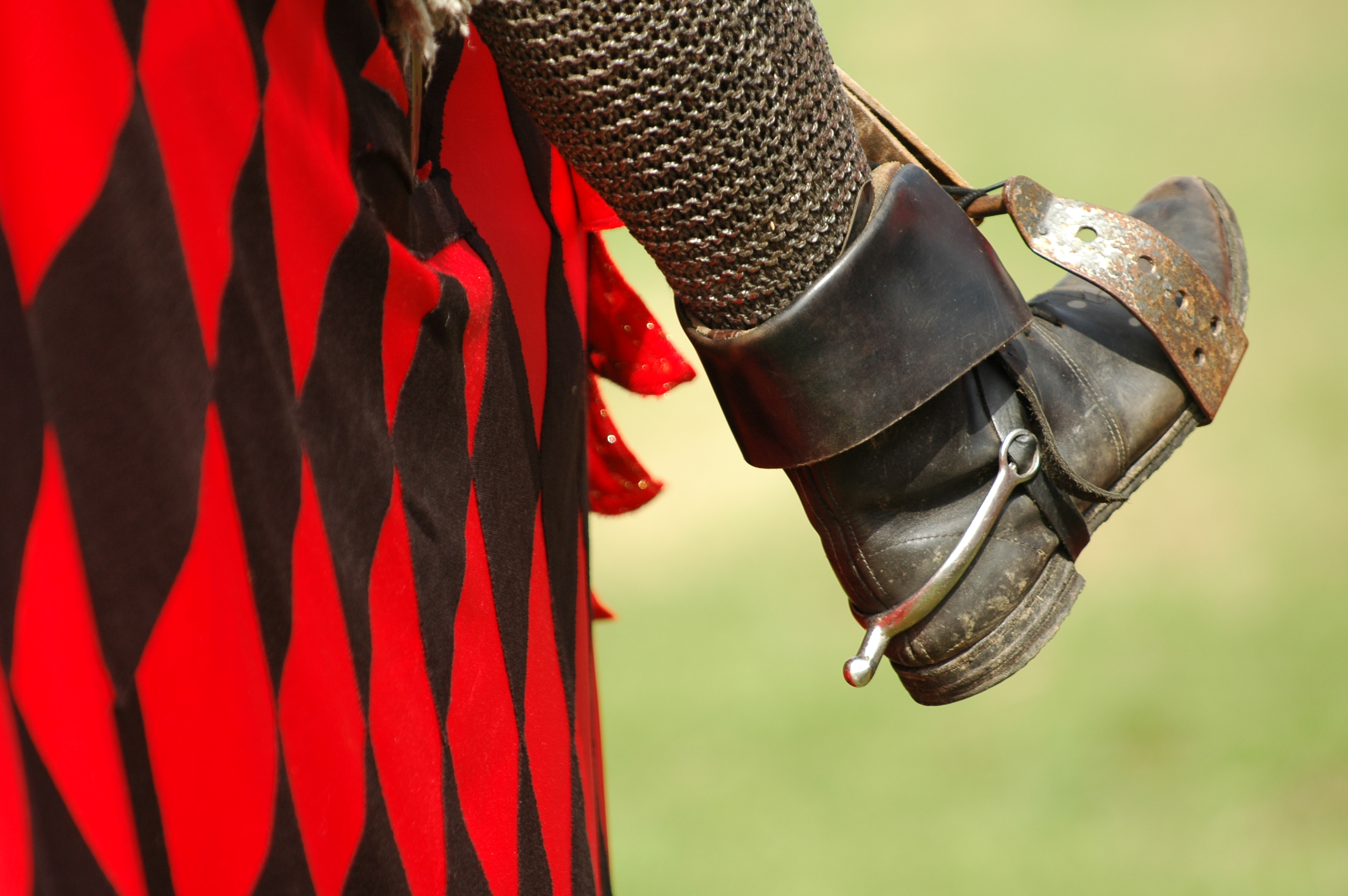
Острога з гладеньким коліщам.

Остро́га, або шпора — металева дужка з зазубреним або гладеньким коліщам, прикріплена до задника чобота верхівця, якою при потребі підганяють коня. Також — роговий загострений виріст на лапах у деяких птахів, переважно самців, що є засобом захисту або нападу.

## Етимологія
- Остро́га — прасл. *ostroga < *ostrь[2] (пол. ostroga).
- Шпора — від нім. Spor[3] (англ. spur, ісп. espuela, італ. sperone, порт. espora, фр. éperon)

## Опис
Пристрій вершника, що прикріплюється до задника чобота. Допоміжний засіб керування конем. Застосовуються для посилення впливу шенкеля (гомілки) на боки коня. Має вигляд металевої дуги з реп'яшком (коліщатком, зіркою), що прикріплюється до задника чобота. Винайдений в Іллірії на Балканах. Найдавніші зразки острог виявлені у похованні вершника в кургані V століття до н. е. в Брезе, Словенія.

## Галерея

Кріплення шпори
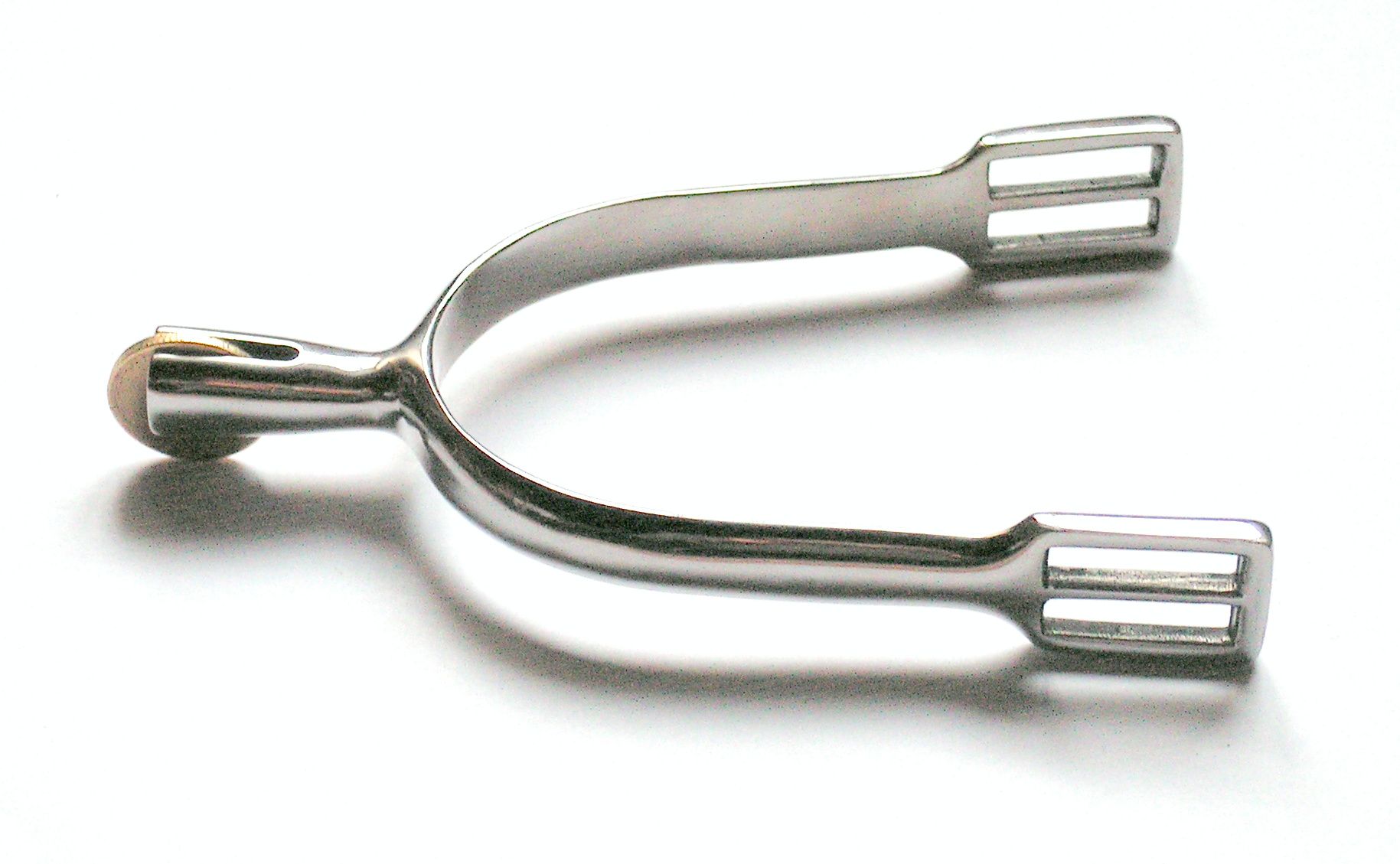
Шпори з коліщатком
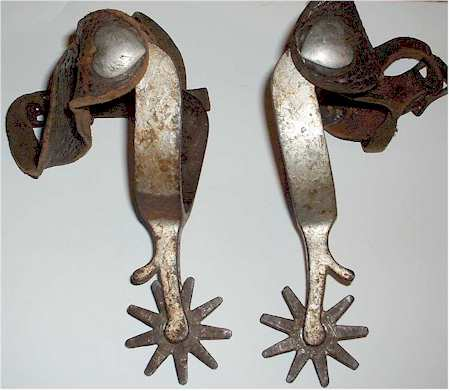
Шпори з зірочками

## У геральдиці

Бодзець
Зульцбах (Гессен)
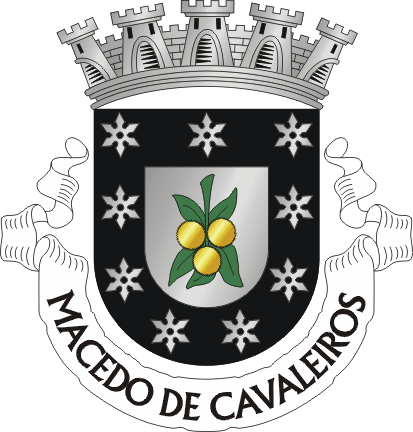
Маседу-де-Кавалейруш
Санта-Марія-де-лос-Кабальєрос